# قضیب‌لیسی (فیلم ۱۹۶۳)
قضیب‌لیسی (انگلیسی: Blow Job) یک فیلم صامت کوتاه به کارگردانی اندی وارهول است که در سال ۱۹۶۳ منتشر شد.
فیلم تنها چهرهٔ فردی را در حین دریافت قضیب‌لیسی از شریک جنسی‌اش نشان می‌دهد. این فیلم یه صورت ۲۴ فریم در ثانیه تصویربرداری شد، اما اندی وارهول آن را به‌صورت ۱۶ فریم در ثانیه نمایش داد که سرعت پخش فیلم را، تا یک‌سوم پائین آورد.